# たまごっち

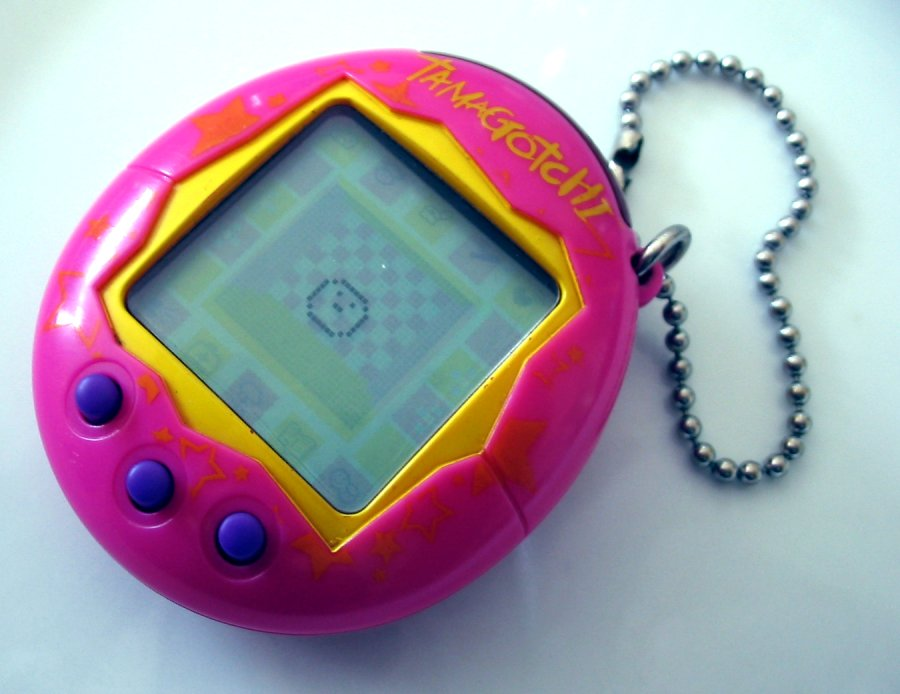
たまごっち

たまごっち（英語: Tamagotchi）は1996年11月23日に日本のバンダイから発売されたキーチェーンタイプの時計機能付き電子ゲームであり、登場するキャラクターのことでもある。名称の由来は「たまご（Tamago）」と「ウオッチ（Watch、腕時計）」。企画、開発は横井昭裕。
「たまごっち」をローマ字で表記するとTamagotchまたはTamagotchi。略称はTMGC。

## 概要
画面の中に登場する「たまごっち」と呼ばれる生物に餌を与えたり、フンの掃除をしたり、ゲーム内時間に連動して「たまごっち」が眠ったら消灯したり、「たまごっち」と遊んだりしながら育てていく。こまめにコミュニケーションをとっていれば機嫌がいいが、餌をやり忘れたりフンの掃除が滞ったりすると機嫌が悪くなり、最悪の場合、死に至ることもある。
こうして育てていくと、ある程度時間が経てば「おやじっち」や「にょろっち」など様々な生物に変身する。どの生物になるかは、生物のその時の体重や機嫌に左右されるよう設定されている。その他、名称の由来どおり単なる時計としても利用することができる。
商品サイズは高さ53mmで、白黒液晶画面の下部に3つのボタンを備えている。ボタンは左からコマンドの選択・決定・キャンセルに割り当てられ、この操作体系は同社の『デジタルモンスター』、他社の『ドラゴンクエスト あるくんです』など多くのゲームに引き継がれた。

## 『たまごっち』シリーズ
バンダイ公式では1996年から1998年発売機種を「誕生期」、2004年から2007年発売機種を「ツーしん期」、2008年から現在発売している機種は「カラー期」に分類されている。

### 第1期（誕生期）

#### 企画段階
第1期たまごっちは、1995年6月、ウィズの横井昭裕がバンダイの本郷武一に原案となる企画書を提出したのが発端である。これは横井が1996年の年末商戦用にバンダイに提案した企画であり、女子高校生をメインターゲットとして開発された。第1期たまごっちは「携帯ペット」と銘打っていたが、開発者の横井昭裕が動物好きであったことから「ペットを育てる」という発想が生まれたものである。
携帯に便利ということで時計型にする発想が生まれ、「卵型の玩具は売れる」ということで卵型にする発想が生まれた。当初は名称の由来どおり腕時計型にしてベルトも付ける予定であったが、安い電子製品を使い製造するとかさばるという理由から撤回し、最終的にキーチェーン型となった。
実際の開発は、横井昭裕：企画・基本コンセプト、プランナー：秋山徹郎、キャラクターコンセプト＆デザイン：渡辺けんじ、ソフトウェア開発・隠岐孝浩のコアメンバーによって進められた。

#### 発売開始
1996年10月10日に東京及び大阪でテストセールスを行った後、同年11月23日より初代たまごっちが正式発売された。
初代たまごっちの初回オーダーは当初6万個を予定していたが、販売価格を引き下げるため30万個に変更した。その後テストセールスの結果、大きな反響があったため100万個に再変更された。しかし正式発売後、人気の過熱により慢性的な品薄状態が続き「生産調整をしている」という噂も流れた。
ブームの火付け役は、当時爆発的に人気のあった安室奈美恵が音楽番組で持っていたからだとも、1997年1月に放送開始したテレビドラマ『踊る大捜査線』で和久平八郎（いかりや長介）が育成していたためだとも、スチュワーデスが持っていたからだとも言われる。

#### 社会現象化
1997年を中心に、社会現象になるほど爆発的な人気を誇った。人気は本来想定していた女子高生以外にまで広まった。口コミの評判にマスコミの煽りが相まって異常人気となり、入荷の情報を聞きつけた人々が徹夜で店に並ぶ様子が連日新聞やテレビで報道された。入荷の情報はテレビでは取り上げられず、もっぱらインターネットとラジオ番組によって発信された。
その結果、たまごっちを持っていることが一種のステータスとなり、街には数個たまごっちを所有していたり、忙しい人向けの「たまごっち託児所」なる預かり所が登場したりもした。「飼育」していたたまごっちの「死」によってペットロス症候群に似た現象が一部のユーザーで見られるようになるなど、たまごっちブームは社会現象化した。50個のたまごっちの抽選販売に対して、抽選整理券が4000枚配られた所もある。
1997年2月にはニッポン放送のラジオ番組で行ったたまごっちのプレゼント告知に15万通の応募が殺到した。
バンダイには問い合わせの電話が1日に5000件かかり、バンダイの公式ウェブサイトは1日に1万件を超すアクセスが殺到した。バンダイに直接出向いてたまごっちを求める人まで現れたが、実際にはバンダイやウィズの社員でさえたまごっちは入手できないほどだった。1997年6月のバンダイの株主総会では株主にたまごっち1個が贈呈された。
たまごっちのパロディ本として『新ネタ発見!!ブッたまごっち』も扶桑社から出版され、話題になった。
ウィズは前述のように当時のたまごっちを女子高校生向けに開発していたが、タイアップした雑誌は小・中学生向け少女マンガ雑誌の『なかよし』（講談社）と『ちゃお』（小学館）、男子小学生向け雑誌『コミックボンボン』（講談社）『月刊コロコロコミック』（小学館）に限られていた。
日本以外にも世界30カ国で発売され、アメリカやアジア各国でもブームに。アメリカの人気ドラマ『ER』にも登場した。1997年、「数百万人分の労働時間を仮想ペットの養育に費やさせた」功績により、ノーベル賞のパロディ的な賞であるイグノーベル賞の経済学賞を受賞している。また、同年には新語・流行語大賞のトップテン、DIMEトレンド大賞を受賞している。

#### さまざまな社会問題
ブームの全盛期には、白いデザインのたまごっちが非常に稀少だとして特に人気が集中したことがあったが、横井は「単なる噂」としている。実際には他にも生産量の少ないたまごっちは存在していた。横井は、稀少価値があるとされた白いデザインの商品が1個9万円で取引されたり、色を塗り替えて稀少品であるように見せかけた商品が1個18万円で取引された話を聞いたという。
仕入れをした販売店によっては、100個仕入れたうちの50個だけ定価で店頭販売して、プレミア価格がついた5～20万円以上になっている人気のたまごっちは裏で売りさばいていたという。さらにたまごっちを組み立てていた韓国の工場から直接たまごっちを卸してもらって密輸し、20億円もの利益を得たケースもあったという。
1997年2月14日には、日の丸タクシー・イースタンモータース・宮園自動車・東京コンドルタクシーが東京都内で新たにスタートさせる初乗り運賃1kmまで340円のタクシーの愛称を「たまごっちタクシー」と発表したところ、バンダイから「商標の無断使用」と警告される事態も発生した。

#### ブーム終息による赤字
しかし、1998年に入るとブームが沈静化。それまでに経験したことがない大ブームに大増産を行ったバンダイは不良在庫の山を抱えることになり、在庫保管費などが経営を圧迫、1999年3月にメーカー在庫250万個を処分。不良在庫の処分により60億円の特別損失を計上し、最終的に45億円の赤字となった。大ヒットしたにもかかわらず、社内では失敗という声も出た。これを上回る赤字を出したものは、損失額270億円を出した「ピピンアットマーク」がある。
本郷武一によれば、第1期たまごっちシリーズがブーム定着に失敗した理由は「社内で情報を共有できなかったことに尽きる」という。バンダイの各部門は予約状況などを元にして独断で出荷台数を決めており、品薄状態の店舗に随時出荷していた。しかし、実際にたまごっちを欲しがっている一般顧客は複数店舗にそれぞれ予約しており、実際の需要は予約件数よりずっと少なかった。
発売元のバンダイによれば、これら第1期のたまごっちシリーズは全世界で4000万個（日本国内で2000万個、日本国外で2000万個）を販売したという。

### 第2期（ツーしん期）

#### 企画段階
横井昭裕によると2001年頃に杉浦幸昌（当時バンダイ会長）が横井に「たまごっちを復活させよう」と働きかけたことがシリーズ復活の一つのきっかけだという。2002年末頃からバンダイ社内でのたまごっち復活の動きが本格化。さらに2003年頃、当時の高校生の間で初代のたまごっちが再燃しているという情報をバンダイの開発チームが聞きつけたことがきっかけとなって開発が始まった。
第2期では小学生がメインターゲットとなった。これは「今の女子高生は携帯電話ばかりで玩具が生活に入り込むのは難しい」との開発側の判断によるもの。以前の「たまごっち」に赤外線通信を追加している。第1期はブームの過熱によりかえって短命化を招いたことの反省から、メディア露出を従来より控えめにして人気の長期持続を狙った。

#### 販売開始
第2期たまごっちシリーズは「かえってきたたまごっちプラス」として2004年3月20日に発売された。
第1期に登場したキャラクターも一部登場している。また、第1期と同名だが別のキャラクターも登場している。たまごっちの基本設定が全面的に一新された。
また、第1期ではタイアップする出版社が講談社・小学館と出版社2社体制で展開されていたが、第2期では小学館のみとなっている。アニメ映画の配給会社が第1期の東映から第2期では東宝に変更された。
1990年代のブームほどではないが小学生を中心に受け入れられ、国内外での売上個数は2007年6月末までに3000万個を超えた。そして、本来のターゲットだった小学生の上や下の世代にも人気が拡大した。
2004年11月23日には「祝ケータイかいツー! たまごっちプラス」（ケーたま）が発売された。
その人気に応えて、2005年に玩具屋店頭に通信機能を使ってアイテムのダウンロードや連動ミニゲームのできる「でかたまごっち」（後に「おうちのでかたまごっち」の商品名で一般にも販売）を設置、さらに「超じんせーエンジョイたまごっちプラス」（エンたま）を発表、2006年にはゲームセンターにはデータカードダスシリーズに属するトレーディングカードアーケードゲーム機『たまごっちカップ』などの展開を始めた。

#### ブームの収束
2007年、『たまごっちカップ』の後継である『たまごっちコンテスト』は、『オシャレ魔女♥ラブandベリー』や『きらりん☆レボリューション ハッピーアイドルライフ→クルキラアイドルDays』など他社のゲーム機に押されて売り上げ不振が続いていた。同年秋、一部の筐体は『Yes!プリキュア5』をキャラクターとして起用した『うたって!プリキュアドリームライブ 〜スピッチュカードでメタモルフォーゼ!?〜』に置き換えられ、残った筐体は『たまごっちとふしぎな絵本』にリニューアルされたが、稼働不振は止まらず、2009年2月から3月に男児向けの『仮面ライダーバトル ガンバライド』や『大怪獣バトル ULTRA MONSTERS』に置き換えられる形で稼働終了した。
2007年8月10日には、初のたまごっちオフィシャルショップ「たまごっちデパート」が東京ドームに開業した。同年11月23日には「いぇー!ふぁみりーイロイロ!たまごっちプラス」（ふぁみたま）が発売された。同年12月15日には、本格的なアニメ映画「えいがでとーじょー! たまごっち ドキドキ! うちゅーのまいごっち!?」が公開された。
2008年頃からは人気が沈静化し、玩具店・量販店によっては商品の在庫処分が行なわれた。

### たまごっちプラスカラー
2008年9月25日に「たまごっちプラスカラー」を発表。シリーズで初めて液晶がカラー化されるとともに、ドット数が大幅に増え複雑なキャラクターが描写出来るようになった。電源がボタン電池から単四電池2本へ変更。また2009年には、人気ユニットであるEXILEとコラボレーションをしたモデルも発売された。
同年12月20日には、映画第2作目「映画! たまごっち うちゅーいちハッピーな物語!?」が公開された。
2009年10月12日にたまごっちシリーズとしては初の30分テレビアニメ「たまごっち!」が放送を開始し、2015年9月24日までの6年間放送された。

### たまごっち iD（Tamagotchi iD）
2009年11月23日（初代たまごっち発売日から14年目）には「Tamagotchi iD（たまごっち iD）」が発売された。ダウンロードにより、自分だけのオリジナルたまごっちを作れるようになった。「産卵期」が「フレンド期」に変更され、また「フレンド期」においては世話を怠った際の演出が死亡から家出に変更された（幼児期〜思春期については従来通り、死亡する）。
発売同日の2009年11月23日には『たまごっち大感謝祭』と称して、これまでのたまごっちシリーズをいずれか1つでも持参した者に、感謝状とたまごギフト券が配られた。
2010年3月には、2009年の稼働終了以来の1年ぶりのデータカードダス、「カードでちゃくしん!たまごっち!」の稼働が開始した。システムが大幅に一新され、キャラクターデザインがアニメ「たまごっち!」に準じる物となった。今までのカードとの互換性がない。
2011年3月19日にはiDのマイナーチェンジ版、「Tamagotchi iD L（たまごっち iD L）」が発売され、一部の機能が強化された。
女児をターゲットに絞ったiDは、2010年のバンダイこどもアンケートレポートでは4年ぶりに女子部門第7位にランクイン。さらにiDは2010年12月末までに累計80万個を出荷、これは2008年の前機種出荷数の3倍に上り、店舗によっては品薄となる人気になっている。

### たまごっち P's（Tamagotchi P's）
2012年11月23日（初代たまごっち発売日から16年目）には「Tamagotchi P's（たまごっち P's）」が発売。本体の大きさは前作とは変わっていないが、育てるキャラクターの種類が大幅に一新された。別売りの「たまデコピアス」（拡張ROM）を付けることによってキャラクター、アイテム、ゲームなどの追加が出来る。
2012年12月13日には、「たまごっちリズム TamaRiz」が稼働が開始され、Tamagotchi iDLとP’sとの連動ができる。

### たまごっち 4U（Tamagotchi 4U）
2014年9月27日には「TAMAGOTCHI 4U(たまごっち 4U)」が発売された。通信方法が赤外線通信から、NFC通信に変更されており、タッチすることで通信ができる。また、ダウンロード機能が大幅に拡張され、これまでの服、アクセサリー、食事、ゲームなどに加え、キャラクターや、店で使えるクーポンもダウンロードできる。
2015年7月18日には、マイナーチェンジ版の「TAMAGOTCHI 4U+（たまごっち 4U+）」が発売され、一部の仕様変更や、通信機能の強化、一部キャラクターの個性が追加された。
2015年10月1日、バンダイによる公式YouTubeチャンネル「たまごっちTV」が開設された。

### たまごっち みくす（Tamagotchi m!x）
2016年7月16日に「Tamagotchi m!x（たまごっち みくす）」が発売された。同年11月23日に初代たまごっち発売20周年を迎えることから育成ゲームとしての原点回帰をコンセプトに開発された。
新たにたまごっち同士が結婚すると両親の遺伝子を受け継いだ孫から子孫を残す事ができるようになった。また、結婚した親から生まれたたまごっちは両親の姿を受け継いだ姿になる。遺伝の要素を盛り込むにあたり、たまごっちiD以後にみられた家出の演出が死亡に戻された。また、通信方法がNFC通信から赤外線通信に戻された。
2017年4月28日には9年ぶりに短編映画作品「映画 たまごっち ヒミツのおとどけ大作戦!」が公開された。

### たまごっちみーつ
2018年11月23日に「たまごっちみーつ」が発売された。たまごっち同士の結婚により両親の遺伝子を受け継いだ子が誕生する機能を前作たまごっちみくすから継続して搭載。ランダムで双子が誕生することもある。

### Tamagotchi Pix
2021年7月1日に「Tamagotchi Pix」が発売された。（日本未発売）

### たまごっちスマート
2021年11月23日に「たまごっちスマート」が発売された。シリーズ開始25周年を経て、当初の企画案であった「腕時計型」の機種が発売されることになった。あわせてシリーズ初のタッチパネルを採用。操作はタッチパネルと本機の中央のボタンで行う（本機両端のボタンはダミー）。前作のたまごっちみくす、たまごっちみーつにあったたまごっち同士の結婚により誕生した親の遺伝子を受け継いだ子を育てる機能は廃止され、従来のようなあらかじめプログラムされたたまごっちのみを育成する仕様に戻された。ただし別売のたまスマカードを使用することで追加キャラクターを育成することが可能。また、なつきアイコンも登場した。たまごっちみくすから復活した死亡の概念がある他、なつき度が低いまま放置していると、手紙を残して家出してしまうイベントもある。たまごっちが結婚するか死亡すると、部屋に新しい卵が現れ次のたまごっちを育てるシステムになっている。なお、たまごっちの結婚は結婚相手とキスをして、卵を残す事で表現されている。たまごっちの性別により、結婚相手が異なる。

### たまごっちユニ
2023年7月15日に「たまごっちユニ」が発売された。前作たまごっちスマートに引き続き腕時計型を採用。タッチパネルは廃止され、従来のボタンで操作する仕様に戻された。シリーズ初のWi-Fi搭載。「たまバース」にて世界中で育てられているたまごっちに会うことが出来るようになった。別売の「たまバースチケット」のコードを入力することにより、追加エリアでプレイしたり追加キャラクターを育成することが可能。本機よりたまごっちにランダムで性格付けがされ、性格カテゴリごとに異なる表情や動きを見せてくれるようになる。
2024年7月13日には新デザインのマイナーチェンジ・『エンジェルフェスティバル』『モンスターカーニバル』が発売され、育成は出来ないNPC扱いだが、てんしっちとデビルっちが再登場した。

### たまごっちパラダイス
2025年7月12日に「たまごっちパラダイス」が発売された。舞台は生まれたばかりの惑星である、にゅーたまごっち星で、にゅーたまごっち星にたまごっちを殖やして発展させるのが目的である。本体の機種は『ピンクランド（陸）』『ブルーウォーター（水）』『パープルスカイ(（空）』の3バージョンあり、選択したモードによって育成出来るたまごっちが異なる（初期は選んだバージョンに対応するフィールドしか選べない）。育成出来るたまごっちは50種類以上存在し、『みくす』と同様、両親の特徴を子供に遺伝させる事が出来、そのバリエーションは5万種類以上存在する。
本作は前作までとは異なり、野生動物感や食物連鎖を意識しており、登場するたまごっちは「野生にいてもおかしくないデザイン・設定のたまごっち達」のみ選ばれており、現時点ではリボンを付けたり、服を着ておしゃれしている人間型のたまごっちは登場していない。オスっちメスっちのように違う本体を利用してドッキングし、たまごっちをブリードさせる事が出来るが、相性が良いとブリードが成功し2匹の間に卵が産まれるが、両者のお腹やご機嫌が低いと喧嘩したり、捕食者のお腹がゼロで空腹状態だと、捕食者のたまごっちが相手を捕食してしまい、共食いする描写が描かれている。
初代のキャラクターでは『ピンクランド』ではまめっち、みみっち、ポチっち、『ブルーウォーター』ではくじらっち、アンコっち、オトトっち、カメっち、『パープルスカイ』ではくちぱっち、てんとっちが育成、登場する。更に、バージョンそれぞれに3匹の隠しキャラクターも存在する。

## シリーズ一覧

### 第1期
- たまごっち（1996年11月23日）[51]
  - 1996年12月に金銀バージョンが限定5000個で販売され、1997年3月には新色バージョンが販売された[51]。
  - 日本航空（2種）・ロッテ・NTT・森永乳業・東映アニメ・バンダイ株主（2種）といった限定バージョンも存在した[51]。
- 新種発見!!たまごっち（1997年2月1日）[52]
  - 1997年5月に新色バーションが販売された[52]。
- TAMAGOTCHI（海外版たまごっち）（1997年5月）[52]
  - 香港珍蔵版などの限定バージョンが存在した[52]。
- 英語版たまごっち（1997年6月）[注 9][53]
- てんしっちのたまごっち（1997年8月）[53]
  - たけしのてんしっちのたまごっち（1997年12月）[注 10][53]。
- たまごっちオスっちメスっち（1997年12月）[注 11][54]
  - たまごっち1周年記念バージョンが限定15000ペア製造された。また、1998年4月には新色バージョンが販売された[54]。
- 森で発見!!たまごっち（1998年2月）[55]
- 海で発見!!たまごっち（1998年3月）[55]
- デビルっちのたまごっち（1998年9月）[56]
- やさしいたまごっち（1998年10月）[57]
- サンタクロっちのたまごっち（1998年11月）[56]

### 第2期
- かえってきたたまごっちプラス（2004年3月20日）[注 12]
- 祝ケータイかいツー!たまごっちプラス（2004年11月23日）[注 13]
- 祝ケータイかいツー!たまごっちプラス赤いシリーズ（2005年7月23日）
- ちびたまごっち（2005年4月28日）
- おうちのでかたまごっち（2005年7月16日）
- 超じんせーエンジョイたまごっちプラス（2005年11月23日）[注 14]
- ウラじんせーエンジョイたまごっちプラス（2006年7月22日）
- おうちのでかたまごっち ゲーム王けってーせん（2006年10月28日）
- たまごっちスクール せーとぜーいんしゅーごっち!（2006年11月23日）
- たまごっちスクール せーとぜーいんしゅーごっち!2時間目（2007年2月24日）[注 15]
- いぇー!ふぁみりーイロイロ!たまごっちプラス（2007年11月23日）
- 夢のロイヤルふぁみりーたまごっちプラス（2008年3月29日）
- Tamagotchi Music Star（2008年11月28日）
- TamaTown Tama-Go（2010年8月）

### 第3期
- たまごっちプラスカラー（2008年11月22日）[注 16]
- Tamagotchi iD（2009年11月23日）
- Tamagotchi nano（2010年10月16日）
- Tamagotchi iD もっとiD!おうちdeたまごっちステーション+（2010年10月30日）
- Tamagotchi iD Lovely Melody ver.（2010年11月23日）
- Tamagotchi iD L（2011年3月19日）
- Tamagotchi iD L 15th Anniversary ver.（2011年11月23日）
- Tamagotchi iD L Princess Spacy ver.（2012年3月17日）
- Tamagotchi P's（2012年11月23日）
- Tamagotchi Friends: Digital Friend（2013年12月26日）
- TAMAGOTCHI 4U（2014年9月27日）
- Tamagotchi Friends: Dream Town Digital Friend（2015年5月）
- TAMAGOTCHI 4U+（2015年7月18日）
- TAMAGOTCHI 4U+ Anniversary ver.（2015年11月21日）
- Tamagotchi m!x Melody m!x ver.（2016年7月16日）
- Tamagotchi m!x Spacy m!x ver.（2016年7月16日）
- Tamagotchi m!x 20th Anniversary m!x ver.（2016年11月23日）
- Tamagotchi m!x Anniversary Gift m!x ver.（2017年11月23日）
  - Tamagotchi m!x アニバーサリーギフトセットに付属。
- Tamagotchi m!x Dream m!x ver.（2018年4月21日）
- たまごっちみーつ マジカルみーつver.（2018年11月23日）
- たまごっちみーつ メルヘンみーつver.（2018年11月23日）
- たまごっちみーつ パステルみーつver.（2019年3月30日）
- たまごっちみーつ ファンタジーみーつver.（2019年7月13日）
- たまごっちみーつ スイーツみーつver.（2019年11月23日）
- Tamagotchi Pix（2021年7月1日）
- Tamagotchi Smart 25th アニバーサリーセット（2021年8月28日）[注 17]
- Tamagotchi Smart（2021年11月23日）
- Tamagotchi Smart アニバーサリーパーティーセット（2022年11月23日）[注 18]
- Tamagotchi Uni (2023年7月15日）
- Tamagotchi Uni Blue (2023年11月23日）
- Celebration Y3K (2024年4月13日）
- Tamagotchi Uni Angel Festival(2024年7月13日）
- Tamagotchi Uni Monster Carnival(2024年7月13日）
- Tamagotchi Paradise(2025年7月12日）

## コラボレーション・派生商品
- デジタルモンスター（1997年6月）[注 19]
- ポケットビスケッた（1997年6月7日）[注 20]
- たまぴっち（1997年6月16日、PHS）[注 21]
- 原人っちのたまごっち（1997年11月）[注 22][56]
- モスラのたまごっち（1997年12月）[注 23][55]
- 玉緒っち（1998年5月）[注 24][56]
- ドラえもんっち（1998年8月）[注 25][57]
- ドラミっち（1998年10月）[注 26][57]
- であい発見!!あるこっち（1999年）[注 27][57]
- はねるっち（2005年2月）[注 28]
- はねるっち2（2006年8月26日）[注 29]
- 恋するたまごっちゅ（2007年1月20日）[注 30]
- おでんくんのたまごっち（2007年3月31日）[注 31]
- エグモっち（2008年11月29日）[注 32]
- ヘキサゴンっち（2008年7月25日）[注 33]
- Tamagotchi iD Conan ver.（2010年）
- Tamagotchi m!x サンリオキャラクターズ m!x ver.（2017年4月15日）[注 34]
- イーブイ×たまごっち（2019年1月26日）[注 35]
- たまごっちみーつ サンリオキャラクターズみーつver.（2019年6月15日）[注 36]
- パックマン たまごっち（2020年3月15日）
- 汎用卵型決戦兵器エヴァっち（2020年6月13日）[注 37]
- きめつたまごっち（2020年10月17日）[注 38]
- ツイステっち（2021年6月24日発送[注 39]）[注 40]
- BT21 Tamagotchi（2021年9月25日）[注 41]
- PUI PUI モルカっち（2021年10月9日）[注 42]
- STAR WARS R2-D2 TAMAGOTCHI（2021年11月23日）[注 43]
- 仮面ライダーっち 50th アニバーサリー Ver.（2021年12月） [注 44]
- じゅじゅつっち（2021年1月29日）[注 45]
- Tamagotchi Smart サンリオキャラクターズスペシャルセット（2022年6月4日）
- ジュラシックワールド・たまごっち ダイナソーアンバーバージョン（2022年7月23日）
- Tiny TAN Tamagotchi（2022年9月17日）
- キングダムハーツ たまごっち 20周年記念 Dark mode KINGDOM HEARTS Tamagotchi 20th Anniversary（2022年10月22日）
- Tamagotchi Smart ワンピーススペシャルセット（2022年11月23日）
- ピアプロキャラクターズ×たまごっち 初音ミクっち キュートミクver./サイバーミクver.（2023年3月）
- 東京リベンジャーズ×たまごっち とうりべっち（2022年9月）
- SPY×FAMILY TAMAGOTCHI（2022年12月17日）
- グローグーたまごっち（2023年1月）
- PUIPUI モルカっち DRIVING SCHOOL Ver.（2023年2月4日）
- ONE PIECE チョッパーっち（2023年2月25日）
- 劇場版 呪術廻戦0 じゅじゅつっち0（2023年3月16日）
- Supreme×たまごっち（2023年発売）
- 全人類兎化計画ぺこらっち（2024年1月発送）
- Tamagotchi Uni Sanrio Characters(たまごっちユニ サンリオキャラクターズ）(2024年7月13日）

その他、バンダイのぬいぐるみ『プリモプエル』のコンセプトは「リアルな立体版たまごっち」である。

## メディアミックス、関連作品

### 家庭用ゲーム
- たまごっちCD-ROM（1997年6月16日、Windows）[26]
- ゲームで発見!!たまごっち（1997年6月27日、ゲームボーイ）[26]
- たまごっちCD-ROM（1997年8月8日、Mac / PiPPiN）[26][注 46]
- ゲームで発見!!たまごっち2（1997年10月17日、ゲームボーイ）[26]
- 64で発見!!たまごっち みんなでたまごっちワールド（1997年12月19日、NINTENDO 64）[26]
- スーパーノートで発見!!たまごっち 〜たまごっち星大冒険〜（1997年、スーパーノートクラブ）
- ゲームで発見!!たまごっち オスっちとメスっち（1998年1月15日、ゲームボーイ）[26]
- セガサターンで発見!!たまごっちパーク（1998年1月29日、セガサターン）[26]
- 星で発見!!たまごっち（1998年2月19日、PlayStation）[26]
- たまごっちタウン（1999年5月1日、ニンテンドウパワー）[注 47]
- たまごっちのプチプチおみせっち（2005年9月15日、ニンテンドーDS）
- たまごっちのプチプチおみせっち ごひーきに（2006年7月27日、ニンテンドーDS）
- たまごっちのピカピカだいとーりょー!（2006年12月2日、Wii）
- たまごっちのアッパレ! にじべんちゃー（2007年3月27日、ニンテンドーDS）
- たまごっちのプチプチおみせっち みなサンきゅ〜!（2007年9月27日、ニンテンドーDS）
- たまごっちのフリフリ歌劇団（2007年12月6日、Wii）
- たまごっちのキラキラおみせっち（2008年11月27日、ニンテンドーDS）
- たまごっちのなりきりチャンネル（2009年11月5日、ニンテンドーDS）
- たまごっちのピチピチおみせっち（2010年6月17日、ニンテンドーDS）
- たまごっちのなりきりチャレンジ（2010年11月11日、ニンテンドーDS）
- たまごっちコレクション（2011年11月10日、ニンテンドーDS）
- ちょ〜りっち!たまごっちのプチプチおみせっち（2012年4月19日、ニンテンドー3DS）
- おうちまいにち たまごっち（2012年11月22日、ニンテンドー3DS）
- たまごっちのドキドキドリームおみせっち（2013年5月23日、ニンテンドー3DS）
- たまごっち!せーしゅんのドリームスクール（2013年11月7日、ニンテンドー3DS）
- ぐるぐるたまごっち!（2014年4月24日、ニンテンドー3DS）
- たまごっちのプチプチおみせっち～にんきのおみせあつめました～（2017年11月16日、ニンテンドー3DS）
- たまごっちのプチプチおみせっち おまちど〜さま!（2025年6月26日、Nintendo Switch）

### アーケードゲーム
- 1997年2月、プリント倶楽部に「たまごっち」のキャラクターを使用したフレームが登場した[26]。
- 超ねんじゅーかいさい カードでおーえん! たまごっちカップ（2006年4月、データカードダス）
- マリオカート アーケードグランプリ2（2007年3月、アーケード）[注 48]
- オールシーズンさぁイコー!カードでエントリー!たまごっちコンテスト（2007年3月、データカードダス）
- たまごっちとふしぎな絵本（2008年4月、データカードダス）
- カードでちゃくしん!たまごっち!（2010年3月11日、データカードダス）
- カードでハッピー!たまごっち!（2011年10月27日、データカードダス）
- たまごっちリズム TamaRiz（2012年12月13日、データカードダス）

## テレビアニメ

### TVで発見!!たまごっち
『TVで発見!!たまごっち』（テレビではっけん!!たまごっち）は、1997年7月7日から1998年3月23日までの間、フジテレビ系列（一部地域のみ）で毎週月曜日19時56分-20時00分（JST）にて放送。全27話。
基本的にキャラクターに台詞はなく、擬音のみ。フジテレビ以外にも、北海道文化放送、仙台放送、秋田テレビ、石川テレビ、テレビ愛媛、高知さんさんテレビでも放送された。
登場たまごっちは元祖、新種、てんしっちの3種類。各たまごっちに同種の別個体が複数存在している。
映画『たまごっちホントのはなし』と共に1話 - 9話までVHS化されているが、その後の10話 - 27話まではレンタル版含め未発売となっている。同作品にはたまっちを赤くした別個体のキャラクター「NOKKOっち」が登場している。

#### 全話タイトルリスト
| 話数              | サブタイトル                | 放送日時       |
| ----------------- | --------------------------- | -------------- |
| 第1話             | グシシシ おやじっち         | 1997年 7月7日  |
| 第2話             | ヒネヒネ ますくっち         | 7月14日        |
| 第3話             | バクバク にょろっち         | 8月4日         |
| 第4話             | キビキビ まめっち           | 8月11日        |
| 第5話             | フリフリ ぎんじろっち       | 8月18日        |
| 第6話             | モンモン ポチっち           | 8月25日        |
| 第7話             | ナゾナゾ ズキっち           | 9月1日         |
| 第8話             | ハナハナ とんがりっち       | 9月8日         |
| 第9話             | ぶっタマゲ てんしっち       | 10月13日       |
| 以降はVHS版未収録 |                             |                |
| 第10話            | ウロウロ せきとりっち       | 10月20日       |
| 第11話            | パクパク まるっち           | 10月27日       |
| 第12話            | ワクワク くちぱっち         | 11月10日       |
| 第13話            | グツグツ たこっち           | 11月17日       |
| 第14話            | どどどど ゴッチ大王         | 11月24日       |
| 第15話            | チョキチョキ はしぞーっち   | 12月1日        |
| 第16話            | ピィ! ピィ! ピィ! NOKKOっち | 12月8日        |
| 第17話            | チャリチャリ チャリっち     | 12月15日       |
| 第18話            | バリバリ ズキっち           | 1998年 1月12日 |
| 第19話            | ウハウハ はしぞーっち       | 1月19日        |
| 第20話            | びゅんびゅん ポチっち       | 1月26日        |
| 第21話            | プクプク ぎんじろっち       | 2月2日         |
| 第22話            | コチコチ にゃっち           | 2月9日         |
| 第23話            | ノリノリ NOKKOっち          | 2月16日        |
| 第24話            | くれくれ デビルっち         | 3月2日         |
| 第25話            | ラブリー たらこっち         | 3月9日         |
| 第26話            | キラリン にゃっち           | 3月16日        |
| 第27話 （最終話） | ラブラブ たまごっち         | 3月21日        |

| フジテレビ 月曜日19:56枠 | フジテレビ 月曜日19:56枠 | フジテレビ 月曜日19:56枠 |
| 前番組                   | 番組名                   | 次番組                   |
| ------------------------ | ------------------------ | ------------------------ |
| HEY!HEY!HEY COMING SOON  | TVで発見!!たまごっち     | ピンカと海のお友達       |

### さぁイコー! たまごっち
2007年12月1日よりBS11で放送。全12話。

### たまごっち!
2009年10月12日よりテレビ東京系列で放送。全271話。
2012年9月からは第2期『たまごっち! ゆめきらドリーム』、2013年9月からは第3期『たまごっち! みらくるフレンズ』、2014年4月からは第4期『GO-GO たまごっち!』が放送された。
2015年4月2日から『たまごっち! たまともだいしゅーGO』が放送された。過去シリーズのセレクション放送に加え実写パートが放送された。これを含むと6年間・通算297回の放送となる。

## 劇場アニメ
たまごっちホントのはなし
1997年7月12日に公開。「'97夏東映アニメフェア」にて同時上映4作品中の1作品として上映。
正味10分の短編映画で、たまごっちとばんぞー博士の邂逅までの出来事を描いたプロローグ的作品。後に上記『TVで発見!!たまごっち』1~9話と共にVHS化された。おやじっち以外のたまごっちは言葉を話さず、擬音で話している。
登場たまごっちは元祖、新種、むしっち（カブトっち）、さかなっち（くじらっち）、てんしっち（くりてん）の5種類。当時はまだ実機としてリリースされていなかったむしっち、さかなっち、てんしっちは本作でゲストとして先行登場している。
えいがでとーじょー! たまごっち ドキドキ! うちゅーのまいごっち!?
2007年12月15日公開。東宝系。
映画! たまごっち うちゅーいちハッピーな物語!?
2008年12月20日公開。東宝系。
映画たまごっち ヒミツのおとどけ大作戦!
2017年4月28日公開。『映画 かみさまみならい ヒミツのここたま 奇跡をおこせ♪テップルとドキドキここたま界』との同時上映作品。

## ラジオ
TOKYO FM ホリデースペシャル たまごっち25しゅーねんBINGO!!!～ヒットソングをかけまくるだっち！～
2021年11月23日の祝日（勤労感謝の日）の11:30 - 16:50に、TOKYO FMの『TOKYO FM ホリデースペシャル』で放送された特別番組。
同日で第1期たまごっちが発売から25周年を記念した特番で、パーソナリティは遠山大輔（グランジ）が担当。ゲストにAdo、ハマ・オカモト（OKAMOTO'S）、ハナコ、木村柾哉・藤牧京介・佐野雄大（INI）、NiziUが出演。
1996年から2021年までの25年間想い出に残っている楽曲をエピソードを兼ねて流す『25しゅーねん メモリアルソングリクエスト』や、特別企画として番組特設サイトからビンゴゲームに参加出来る企画が用意されており、ビンゴが成立しプレゼントに応募すると抽選で同日発売の『Tamagotchi Smart』、または25周年を記念したたまごっちのポップアップストア限定商品がそれぞれ10名に貰える内容となっている。

## 漫画作品

### 1期のコミカライズ作品
- だいすき♥たまごっち（りっち、連載誌：ちゃお、学年誌）

コミカライズ版では唯一、GB版や64版やPS版のゲームオリジナルたまごっちが登場していて、実機とゲーム版が融合した世界観になっている。最終回では全てのたまごっち達がばんぞー博士がたまごっち星に来る事を信じて、星空を見上げるシーンで本作は締めくくられた。たまごっちらしい、ほのぼのした描写が非常に多い。絵柄が非常に愛らしく、特にメスっち、にんぎょっち、デビルコっちなどの女の子たまごっちや、動物型のたまごっちが非常に愛くるしいのが特徴。基本的に女の子たまごっち（メスっち、にんぎょっち、デビルコっち）を除き、本作のたまごっちはオス扱いされていて、一人称は「ぼく」であり、くん付けで呼ばれている。他のコミカライズもだが、現在はメス設定のしろベビっちやみみっちもオス扱いされている。尚、1巻でたこっちが水着ギャルのメスのたまごっち（みみっち、くちぱっち、くりてん）を望遠鏡で覗こうとしているシーンがあった。ばんぞー博士とミカチューが登場する。『ちゃお』では1997年11月から1999年6月まで連載された。
1. 1997年12月1日発売　ISBN 4092-5327-17
2. 1998年10月1日発売　ISBN 4092-5327-25

- だいすきLOVE♥LOVEたまごっち（りっち、連載誌：ちゃお、学年誌）

オスっちとメスっちの恋をテーマにした、非常に恋愛色が濃厚な内容になっている。オスっちとメスっちは恋愛色が濃厚なたまごっちの為、コロコロ版やボンボン版などの男児向けの作品では未登場で、子供向けの作品では出番が少ないが、本作は少女漫画である為、オスっちとメスっちをレギュラーにし、彼らの恋愛を描いている希少なコミカライズである。デビルコっちが女の子に変身して、オスメスのカップルにちょっかいを出して2匹を別れさせようとするが、失敗して2匹の絆はより深まり、デビルコっちは悔しがりながら退散するのがお約束の流れになっている。モリっちとモルっちの回では、読者の公募から生まれたオリジナルたまごっちが登場している。
1. 2000年2月25日発売　ISBN 4091-4961-13

- ゆでたてたまごっち（りっち）
- まんがで発見たまごっち 爆笑4コマ劇場（後藤英貴、連載誌：コロコロコミック、別冊コロコロコミック）

くちぱっちが主人公。たまごっちが人間の世界で暮らす世界観になっている。たまごっち達は人語は理解できるものの、話す事が出来ず、表情や仕草で意思を表現する。コミカライズでは唯一、ばんぞー博士とミカチュー以外の人間が登場するコミカライズである。自分絵の癖が強く、公式絵をアレンジした絵柄になっている。最終回は単行本未収録。「たまごっちと人間の絆、共生」がテーマになっている。
単行本は全2巻。終盤は単行本未収録。
- みんなでたまごっち（あべさより、連載誌：小学二年生（『小学一年生』、『小学三年生』、『ピカQパズルランド』にも掲載されている））

まめっちが主人公。元祖と新種がメインキャラ。キャラクターや基本的な設定は開発元であるバンダイの説明・解説に準じている。中期からたまごっち達にデビルっち一味（特にデビルコっち）が、ちょっかいを出す内容になった。『だいすき』同様、実機とゲーム版（ゲームで発見2のみ）が融合した世界観になっている。
キャラクターは実機とゲーム版のたまごっちが共演しているが、本作のさかなっちはゲームオリジナルさかなっちを含め全員おでん好きで、みんなでおでんを美味しそうに食べるシーンがあるので（ゲーム版のさかなっちは実機ほどおでん好きではなくプランクトっち、きんぎょっち、あざらっち、かいっちはおでん嫌い設定である）、「さかなっちはみんなおでん好きで、それぞれ好きな具がある」という設定は実機に寄り添っている。
コミカライズでは最も完結が遅い作品である（1998年から1999年まで連載され、同年9月に最終回を迎えた。最終回は単行本未収録）。ばんぞー博士とミカチューも登場する。
本作オリジナルたまごっちは読者の公募から生まれた「おザブっち」、「ぷらてん（たこっちの描いた海老天の落書きが実体化したもの）」、「ぎんじろっちのおじさん（ぎんじろっちは甥っ子に当たる）」「まめっちの妹（単行本未収録）」が登場する。
本作はまめっちを主人公に添え、たまごっち達の日常を描いていくハートフルコメディ作品だが、時に「友情」というテーマを扱っていたり、むしっちやさかなっち、てんしっちやデビルっちなど他の種類のたまごっちとの邂逅も描かれていく。
1. 1999年2月25日発売 ISBN 9784-0914-94818（後期は単行本未収録）

- てんしっちのたまごっち（かなしろにゃんこ、連載誌：なかよし（97年10月から98年10月まで連載（単行本化はされていない））

てんしっちが主人公。『だいすきLOVE♥LOVEたまごっち』同様恋愛色が強く、オスっちとメスっちを登場させ、恋愛を描いている。なお、本作ではふたごてんしを女の子として描いている（一人称が「わたしたち」、女性言葉で話す、排泄を恥ずかしがるなど）。ばんぞー博士とミカチューも登場する。
- まるごとまんがでたまごっち（ぼちぼちたまごっち）（きむらひろき（全巻）、大丸ロケット、平野豊、小川京美、うり坊、水戸いずみ（1巻のみ）、連載誌：コミックボンボン）

たまごっち星が舞台のはずだが、日本の地名が度々出て来る。本作のたまごっちは基本的にオス扱いされていて、一人称が「ボク」であり、三人称は彼である。コロコロ版同様、自分絵の癖が強く、公式絵をアレンジした絵柄になっている。特定の主人公は存在せず、回によって主人公が変わるオムニバス形式である（グループは元祖、新種、てんしっちのローテーション）。
回によって設定の違うキャラが登場している。作者がお気に入りと公言しているぎんじろっち、ぎんじろてんしの出番が多い。むしっちは小さいが（ちょびタマっちがぎんじろっちの頭に乗るサイズ）、描き下ろしでは通常のたまごっちと同じサイズで描かれる事もある。原作のたまごっちに家族はいないが、本作では2巻でたまっちととんまるっちが兄弟である為、家族が存在する設定である（親はみみっち）。後期は単行本未収録になっている。
1. 1997年12月1日発売　ISBN 9784-0631-98881（アンソロジー）
2. 1998年6月1日発売　ISBN 9784-0631-99406

- 半熟たまごっち（渡辺けんじ、掲載誌：週刊ヤングジャンプ）
- たまごっちなのだ!!（赤塚不二夫）※単行本『夜の赤塚不二夫』に収録

### 2期以降のコミカライズ作品
- GOGO! たまたま・たまごっち（ヤスコーン）
- GOGO♪ たまごっち!（ヤスコーン）
- 未確認ギャグ生命体 たまごっち!（立川史）
- あっちこっち たまごっちタウン（かがり淳子）
- あっちこっち たまごっちタウン はいぱー（かがり淳子）
- たまごっちのキラキラおみせっち（あくるみアスカ）
- たまごっちのなりきりチャンネル（あくるみアスカ）
- みんなでハッピー☆たまごっち!（あさだみほ）
- ドレみふぁ♪たまごっちーず（加藤みのり）
- ぷっち♥ぷりっち♥たまごっちユニ!（『ぷっちぐみ』の2024年4・5月号から、2025年2・3月号まで連載、nikki作・すえはらみゆ絵、みるくっちが主人公）
- たまごっちのまんがだよ!（羽山ゆあ、『ちゃおプラス』2024年3月26日から連載[65]、『ちゃお』2024年9月号から、2025年1月号まで連載[66][67]）

## 小説
- 万里アンナ・著者、BANDAIWiZ・作、角川つばさ文庫・刊、全10冊
- 『たまごっち!1 ラブリンとメロディっちの出会い』
- 『たまごっち!2 ハロー!メロディランド＆もりりっち』
- 『たまごっち!3 あつめるのじゃ!たまハート』
- 『たまごっち!4 ともみ…さよなら&よろしく!ひめスペっち 』
- 『たまごっち!5 メロディバイオリンとハートかみっちのひみつ』
- 『たまごっち! ゆめキラ たまごっち星のピンチ!…ドリームタウンへ！』
- 『たまごっち! ゆめキラ ドリームタウンのなかまたち』
- 『たまごっち! ゆめキラ バンドしようよ! キラキラガールズ☆デビュー』
- 『たまごっち! みらくる タイムスリップ!? きせきの出会い』
- 『たまごっち! みらくる 未来へつなげ! たまとものきずな』

## オリジナルアニメ
- たまごっちオリジナルアニメ（2008年12月12日、WEBアニメ）[注 49]
- たまごっち!×鷹の爪 たまごっちで世界征服（2012年、OVA）[注 50]
- それって、くちぱっち。（2013年、OVA）[注 51]

## ウェブサイト（PC向け）
- ネットで発見!!たまごっち（1998年[60]）
- たまごっちサークル（2005年11月23日[68]）
- TamaGoLand（たまGOランド）（2013年5月1日[69]）

## モバイルアプリ
- ケータイで発見!!たまごっち（2004年[60]）
- 元祖たまごっち
- たまごっちRPG
- 育てて!たまごっちタウン
- みんなであそぼう!たまごっち
- ケータイ住人ごっち〜ズ
- たまごっち占い（2008年[60]）[注 52]
- たまごっち! あるいてかいけつ!? わくわくツアー
- スマホで発見!!たまごっち
- スマホで新種発見!!たまごっち
- てんしっちのたまごっちSP
- たまごっち くるくるかいたくプラネット
- マイたまごっち
- モバゲーであそぼ!たまごっち
- ホッコリ!たまごっち～な
- たまごっちのさかなつり
- LINEで発見‼︎たまごっち（2018年9月18日、LINE QUICK GAME）

## キャラクター

バンダイ本社ビル前のまめっち像 (2010年撮影)

キャラクターのデザインは、第1期は渡辺けんじがβバージョンをデザイン開発担当して解雇された黒柳陽子から仕事を引き継ぎ、第2期からはJINCOが担当している。なお、漫画連載は雑誌によって、あべさより、きむらひろき、かがり淳子、ヤスコーン、河井リツ子（りっち名義）、後藤英貴など複数の漫画家が担当している。
たまごっちを数える助数詞は公的に「匹」だが、アニメ版『たまごっち!』や、ゲーム版、3期以降は「人」と数えられることもある。

### 第1期
1期のたまごっちは、ばんぞー博士が失恋の傷心で隅田川のほとりをぶらついている時に、謎の生物が乗った小さなUFOが溺れているのを発見して持ち帰り、ふしぎ生物研究所でたまごっちHOUSEを開発、その生物が中に入り、時計をセットすると5分後に卵が現れ、世話や言動などで理解できるものとなっており、たまごっち星生まれの地球外生命という設定である。人間の言葉は理解できるが、人語は話せず、「ピー」という鳴き声や表情、仕草で意思を伝えている。実機の他、アニメやゲーム版、コロコロコミック版の『まんがで発見!たまごっち』ではたまごっちは人間の言葉を話せない。
『たまごっちボン』によると、実機のたまごっちの食事の世話は、たまごっちの好みや成長に合ったご飯やおやつをあっという間に調理して与える機能がある。おにぎりの中身も色々あり、おやつもグレードアップする事もある。尚、たまごっち達のご飯の好みはベビっちがミルク粥、まるっちがふりかけご飯、たまっちが炊き込みご飯、まめっちが豆ご飯、ぎんじろっちが銀シャリ、くちぱっちがチキンライス、おやじっちが鮭茶漬けである。しかしこれも実機の画面（ハイパークリアビジョン映像）ではみんな同じご飯、おにぎり、飴、ケーキに変換されてしまう。
1期のたまごっちはデビルっちを除き性善説で善の存在であり、基本的に悪い心はなく、あったとしても弱いのでいたずらっ子な程度である（ますくっち、ズキっちなど）。実機ではたまごっちは「たまごっちHOUSEを持つ人間しか感知出来ず、一般人は邂逅する機会も無い特別な存在」として描かれている。
種類は実機では「元祖」「新種」「むしっち」「さかなっち」「てんしっち」「オスっち」「メスっち」「デビルっち」「やさしい」「サンタクロっち」の全10種類（ゲームオリジナルたまごっちを含めると、64版『みんなでたまごっちワールド』の熟たまごっち、PS版『星で発見』の全12種類）が存在する。尚、「デビルっち」「やさしい」「サンタクロっち」はブーム終焉時にリリースされたたまごっちであるため、ゲーム化はされていない。てんしっちとデビルっちは死んだたまごっちの霊魂（おばけっち）が転生した存在であり、たまごっちの死後の存在で、それ以外は生きているたまごっちである。
ペットとしては通常のたまごっちが犬や猫などの愛玩動物、むしっちとさかなっちは野生動物、てんしっちは天使や妖精、精霊や幽霊などのたまごっちを導く彼らよりも上位の存在、ポジションである。
『たまごっちボン』ではたまごっちの身体を構成する物質は「金属、空気、ふくらし粉、羽毛、何だか分からないスウィートなもの」「骨は非常に丈夫であり、95％のカルシウムと5％のラムネで出来ている」と説明されている。
1期ではまめっち、みみっちといった知能の高いたまごっちや、にんぎょっち（公的に女性）、ほとんどのメスっちなどの女性たまごっちは公式イラストで排泄を便器でし、恥ずかしがる描写が多いが、それ以外のたまごっちは基本的に排泄を恥ずかしがらず、便器でするキャラは少ない。公式イラストで排泄を便器でするたまごっちはまめっち、みみっち、ぴょんちっち（オスっちでは希少）、ほとんどのメスっち、コガネっち（むしっちでは希少）、くりてん、ぎんじろてんし、おとのてんなどと限られている。また彼らの便器は洋式トイレが基本だが、おまるや和式トイレなどキャラによってバリエーションがある（みみっちは普通のおまる、コガネっちは金のおまる、くりてんはアヒルのおまる、ぎんじろてんしは和式トイレなど）。
尚、『ゲームで発見無印』ではベビーっち期、くちたまっち、はしたまっち、にょろっち、くさっちは便器で排泄をしないが、それ以外のたまごっちは条件を満たせば、便器で排泄をする事が出来る。『ゲームで発見2』ではトイレシステムが削除されている為、むしっちとさかなっちが便器を使う姿を見る事は出来ない。
1期では、公式絵やゲーム版ではたまごっち達は寝る時に演出として鼻ちょうちんを出すが（特に幼いたまごっち）、まめっちやみみっちなどの賢いたまごっち、実機の公式絵のコガネっちなどの育ちの良いたまごっち、にんぎょっちやメスっちなどの女性たまごっち、たまごっちの上位の存在であるてんしっち達などは鼻ちょうちんを出さない事が多い。
1期でのサイズは普通の卵と同じくらいで（ゲーム版では人間より少し小さいくらい）、1期では公式イラストには台詞があるが基本的に人語は話せず、実機やゲーム版、漫画版の『まんがで発見！たまごっち』では人語を話せず、「ピー（たまごっちの呼び出し音）」という鳴き声で意思を伝えていて、鳴き声のバリエーションは豊富。
公式絵ではたまごっちが人語を話している描写もあるが、それはばんぞー博士とミカチューの翻訳によるものである（『どこどこたまごっち』『たまごっちボン』では「ミカチュー翻訳済み」という単語が出てくる）。
実機のさかなっち（にんぎょっち）、オスっち・メスっち、デビルっち（デビルコっち、クリデビっち）以外のたまごっちは女性たまごっちがグループに存在せず、無性別とオスが基本の「女性を排除した、男性優位社会」になってしまっているのが特徴である（元祖、新種、むしっち、GB2のさかなっち、てんしっちなど）。
メスっちも登場したが、「たまごっちに普通に女性もいて、女性たまごっちも仲間として輪に入っている世界」では無かった為評価は低く、実機のさかなっち（にんぎょっち）が登場するまでは、メスっち以外の女性たまごっちは実機には存在しなかった。尚、にんぎょっちは実機限定キャラである為、『ゲームで発見2』『たまごっちタウン』には登場しない。

### 第2期以後（第1期との相違点も含む）
第2期からは、たまごっちの基本設定が全面的に一新された。地球外生命という設定は健在だが、ばんぞー博士と助手のミカチューが登場しなくなり（「Tamagotchi iD L 15th Anniversary ver.」で再登場している）、その分たまごっち星の社会や文化が続々と判明する。2009年に発売したTamagotchi iDでは液晶のドット数が大幅に増え複雑なキャラクターが描写出来るようになったためにラブリっちを皮切りに新たなデザインのキャラクターが登場した。
第2期以後のアニメ化作品では、たまごっち星の世界観が詳細に描かれているが、第1期との相違点が多くみられる。例としては、たまごっち星の外観・地理の違いなど。1期ではポコポコ火山（噴火する度にたまごっちの卵を産み出す不思議な火山）、寒冷地のクリスタルキングダムなどがある(公式ガイドブック『たまごっちボン』参照）。
1期ではオスっちとメスっち、『星で発見』のたまごっちや、にんぎょっちやケロぴょんっち、ムシばっちなどの一部のたまごっちを除き性別の概念が存在しないが、2期以降は性別の概念が存在するようになった。1期では男性的、中性的なデザインのたまごっちが多く見られ、寿命を過ぎた場合に1個だけ卵を産み、単為生殖する事で、子孫を殖やしていた。性別については基本的にボカす事が多かった。
1期はシンプルでシュールなデザインで、たまごっちには服を着る文化がないため、一部を除きたまごっちは基本的に服を着ないが、3期以降は女児向けに移行したこともあり、目がキラキラしている可愛さ特化のデザインになり、服を着る文化が登場し、服を着るたまごっちが多くなった。2期以降は1期のようなシンプルなデザインのたまごっちは少なくなり、複雑で凝ったデザインのたまごっちが多くなった。
1期のたまごっちは一部を除き2期以降には登場しないが、「たまごっちiD L 15周年記念バージョン」ではむしっちは「カブトっち」と「イモっち」、さかなっちは「あしぎょっち」、てんしっちは「ぷくてん」、デビルっちは「デビルっち」が再登場している。他、たまごっちが死亡する時のお迎えの演出として「くりてん」が登場する（「ペンギンっち」と「にんぎょっち」は名前だけ登場）。 
2024年7月13日には『たまごっちユニ』の新シリーズ『エンジェルフェスティバル』と『モンスターカーニバル』で、育成は出来ないものの、てんしっちとデビルっちが再登場し、てんしっちは2025年1月、7月に実機で海外版のリバイバルが復刻された。
2025年7月12日には『たまごっちパラダイス』で、『森で発見』のむしっち（カブトっち、てんとっち）、『海で発見』のさかなっち（くじらっち、オトトっち、カメっち、アンコっち）が育成キャラとして再登場した。

## オフィシャルショップ

### たまごっちデパート

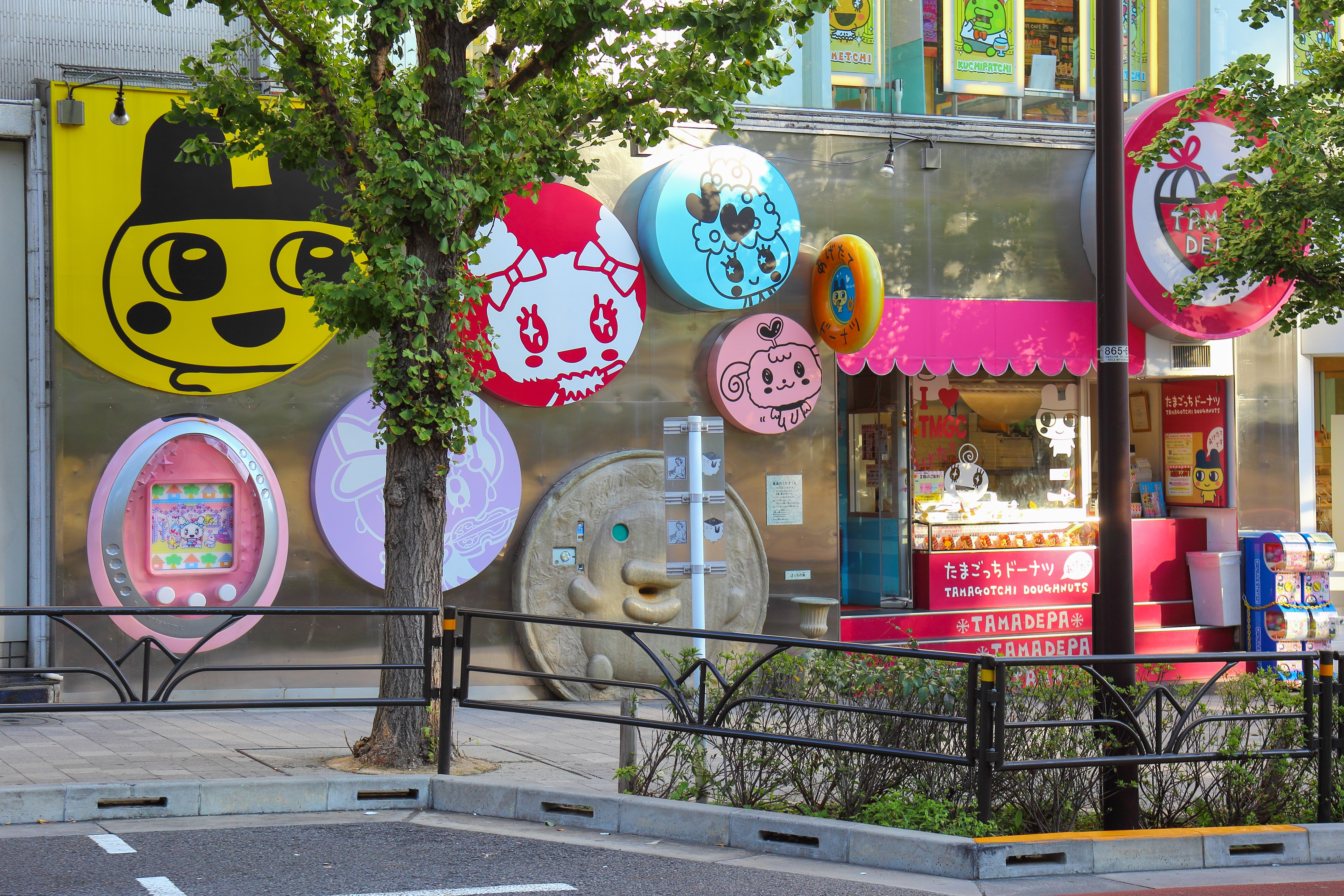
原宿店（2012年10月19日）

バンダイ直営のオフィシャルショップ。なお「たまごっちデパート」はアニメ『たまごっち!』などで実際に登場するデパートである。
東京ドーム店（ちきゅう1号店）
東京ドーム3F22番ゲート
2007年8月10日 - 2008年8月31日
原宿店（初代）
はらじゅくアッシュビル
2008年9月20日 - 2012年10月21日
原宿店（2代目）
ラヴィックストレーディングビル 1階
2012年11月3日 - 2014年9月23日
原宿店（3代目）
はらじゅくアッシュビル
2014年11月28日 - 2017年2月26日
名古屋店
オアシス21 B1F
2011年7月23日 - 2013年11月
たまごっちストア東京
東京駅一番街 東京キャラクターストリート
2013年12月9日 - 2016年6月5日

### たまごっちのおみせ
東京店
サンシャインシティ ワールドインポートマートビル3F
2023年11月17日（Original TamagotchiのPOP UPコーナーとして開設） -
大阪店
HEP FIVE 8F
2024年3月15日 -
福岡店
キャナルシティ博多 サウスビルB1F
2024年3月20日 -
横浜店
横浜ワールドポーターズ2F
2024年7月20日 -

## 関連曲
テーマソング
- あっちむいて どっちむいて たまごっち（KYOKO Sound Laboratory&小林亜星）
- 愛はたまごの中に（KYOKO Sound Laboratory&小林亜星）
- アイのきもち（miyuki）※日本版オフィシャルテーマソング
- 大きくなりたい（chihiro）
- Tamagotchi (Tschoopapa...)（Sqeezer） ※ドイツ版オフィシャルテーマソング。Sqeezer自身のアルバムには未収録で、コンピレーション・アルバム『Tamagotchi Smash Hits!』『Bravo Hits 19』に収録。
- たまごっちフリーク（diezel from JPS）
- たまごっち音頭（歌手名未公表）※2017年7月22日開催の「たまごっち20しゅーねん お祝い夏まつり たま祭」テーマソング
- 涙くん、今日もおはようっ（ano）※「Tamagotchi Uni」CMソング

劇場アニメ関連曲
- レッツゴー（ピキピキ5）※映画『たまごっちホントのはなし』テーマ曲
- たまごっち（キグルミ）※映画『えいがでとーじょー! たまごっち ドキドキ! うちゅーのまいごっち!?』主題歌。
- グリーンフラッシュ伝説（Pabo）※『映画! たまごっち うちゅーいちハッピーな物語!?』主題歌。

ゲーム関連曲
- ちきゅうはたまごっち?!（歌手名未公表）※『たまごっちのプチプチおみせっち』テーマ曲で、PS2用ソフト『太鼓の達人 ドカッ!と大盛り七代目』にも収録。
- ふしぎボーケンたまごっち（キグルミ）※データカードダス『たまごっちとふしぎな絵本』主題歌。2018年10月現在、公式の音源が存在せず、キグルミのディスコグラフィ上は欠番扱いである。

テレビアニメ関連曲
- GO-GO たまごっち!（ならゆりあ）※テレビアニメ『たまごっち!』OP主題歌。
  - GO-GO たまごっち!～ラブリン&メロディっち&くろまめっち～（真堂圭、三瓶由布子、加藤奈々絵）
  - GO-GO たまごっち!～めめっち&まきこ&くちぱっち～（柚木涼香、岡村明美、矢口アサミ）
  - GO-GO たまごっち!～ちゃまめっち&ハピハピっち&まめっち～（儀武ゆう子、こおろぎさとみ、釘宮理恵）
  - GO-GO たまごっち!～テルリン&ふらわっち&ラブリっち～（金田朋子、佐々木日菜子、真堂圭）
  - GO-GO たまごっち!～まめっち&どれみっち&そぷらっち&メロディっち～（釘宮理恵、植竹香菜、こおろぎさとみ、三瓶由布子）
  - GO-GO たまごっち!～たまとものみんな～

※以上の6曲は、原曲のアレンジであり、テレビアニメ『たまごっち!』OP主題歌。
- たまともフォーエバー（はいだしょうこ）※テレビアニメ『たまごっち!』ED主題歌。
- エブリーラブリー（真堂圭）※テレビアニメ『たまごっち!』キャラクターソング。
- もしも☆パラダイス!（mao）※テレビアニメ『たまごっち!』ED主題歌。
- ミラクルキッチン（真堂圭）※テレビアニメ『たまごっち!』キャラクターソング。
- ハッピーハッピーハーモニー（真堂圭）※テレビアニメ『たまごっち!』ED主題歌。
- ハッピーハート（真堂圭）※テレビアニメ『たまごっち!』キャラクターソング。
- 明日の笑顔（真堂圭）※テレビアニメ『たまごっち!』キャラクターソング。
- キラキラ☆ドリーム（福圓美里、豊口めぐみ）※テレビアニメ『たまごっち! ゆめキラドリーム』キャラクターソング。
- ロックン・ハート! ※テレビアニメ『たまごっち!』OP主題歌
- パワフル・ビート! ※テレビアニメ『たまごっち!』ED主題歌。
- みらくる☆トラベル （加藤英美里、斎藤千和）
- いつかいつか（釘宮理恵）
- GO-GO たまごっち!（hitomi）
※2009年の主題歌のカバー曲
- RAINBOW（hitomi）

その他
- Tamagotchi（デイズ）※デンマーク出身のダンス・ユニット。アルバム『SUPER HEROES』に収録。アメリカ盤やスウェーデン盤などでは「Together Forever (The Cyber Pet Song)」という曲題に変更され、また日本盤では「Takanutchi」（タカヌッチ）に差し替えられている。